# Francisco de Paula Cuello
Francisco de Paula Cuello y Prats (Barcelona, 14 de enero de 1824 - íd., 2 de julio de 1851) fue un político y periodista español. Dirigió El Porvenir, La Unión y El Republicano. Fue uno de los principales líderes democráticos catalanes.

## Biografía
Era hijo de un oficial del ejército indefinido por sus ideas liberales. Estudió con los escolapios de Barcelona, adelantando cursos a causa de ser superdotado, y luego filosofía en el palacio episcopal. Empezó la carrera de medicina en 1840, año en que ya colabora con poemas en el periódico El Laurel. Desempeñó un papel relevante en los acontecimientos revolucionarios de las bullangas de Barcelona entre 1840 y 1843, como seguidor de Abdón Terradas. En 1842 fue nombrado comandante de un batallón de la milicia nacional. El mismo año se exilió a Francia con Narciso Monturiol. Al volver fue deportado a Andalucía y después a Ibiza por sus campañas periodísticas de tono republicano. En 1849 retornó a Barcelona, donde poco después fue asesinado a navajazos el 24 de junio de 1851 cuando iba con sus amigos, el pintor Luis Gualtieri, Salvador Dalmases y Lamberto Fontanals, igualmente heridos en la refriega, por la brigada parapolicial llamada la Ronda d’En Tarrés; todavía vivió unos días, pero falleció el 2 de julio. Pese a estas intimidaciones, el Partido Democrático obtuvo en las elecciones de ese año un escaño para Estanislao Figueras.